# Marx-Studien
Die Marx-Studien waren eine sich mit marxistischer Theorie befassende Publikationsreihe, die von 1904 bis 1923 in Wien von Max Adler und Rudolf Hilferding herausgegeben wurde. Die Reihe versammelt viele der wichtigsten theoretischen Veröffentlichungen des Austromarxismus.
Die Herausgeber der Reihe kündigten im Vorwort des ersten Bandes an, dass sie Karl Marx treu bleiben, aber den Marxismus nicht dogmatisieren werden. Die theoretische Perspektive der Reihe war eine Synthese des Neukantianismus und des Marxismus.

## Übersicht
- Band 1 (1904):
  - Rudolf Hilferding: Böhm-Bawerks Marx-Kritik
  - Josef Karner (d. i. Karl Renner): Die soziale Funktion der Rechtsinstitute
  - Max Adler: Kausalität und Teleologie im Streite um die Wissenschaft

- Band 2 (1907, 2. Auflage 1924):
  - Otto Bauer: Die Nationalitätenfrage und die Sozialdemokratie

- Band 3 (1910):
  - Rudolf Hilferding: Das Finanzkapital
  - Tatiana Grigorovici: Die Wertlehre von Marx und Lasalle

- Band 4/I (1918):
  - Max Adler: Die sozialistische Idee der Befreiung bei Karl Marx
  - Gustav Eckstein: Der Marxismus in der Praxis
  - Karl Kautsky: Kriegsmarxismus

- Band 4/II (1922):
  - Max Adler: Die Staatsauffassung des Marxismus. Ein Beitrag zur Unterscheidung von soziologischer und juristischer Methode

- Band 5/I (1923):
  - Otto Leichter: Die Wirtschaftsrechnung in der sozialistischen Gesellschaft

1971 erschien ein Reprint der Reihe im Verlag Detlev Auvermann in Glashütten/Taunus.